# Orlikowski
Orlikowski (Raduń-Orlikowski, Nowina odmienny) – kaszubski herb szlachecki, według Przemysława Pragerta odmiana herbu Nowina.

## Opis herbu
Opis z wykorzystaniem klasycznych zasad blazonowania:
W polu srebrnym rzeka błękitna w poprzek. Klejnot: nad hełmem w koronie noga zbrojna z ostrogą, wsparta na kolanie. labry prawdopodobnie błękitne, podbite srebrem.

## Najwcześniejsze wzmianki
Herb opisany słownie przez Żernickiego (Der polnische Adel, 1900) zapewne za pieczęcią z XVIII wieku.

## Herbowni
Orlikowski z przydomkiem Raduń, nazwisko z przydomkiem wzmiankowane jedynie przez Żernickiego. Orlikowscy z Orlika na Zaborach zaliczani są przeważnie do herbownych herbu Nowina, dotyczy to wszystkich wymienionych przedstawicieli. Żaden Orlikowski używający w herbie rzeki nie jest znany z imienia. Członkowie tego samego rodu odnotowani zostali również z herbami Orlikowski II i Orlikowski III.

### Rodzina Orlikowskich
Rodzina wywodząca się ze wsi Orlik koło Brus na Zaborach. Pierwsza wzmianka dotycząca nazwiska pochodzi z 1570 (Jan Orlikowski). Kolejne wzmianki pochodzą z lat 1682 (Bartłomiej, Wojciech Orlikowski, posiadali już tylko dział w gniazdowej wsi), 1763-1774 (Franciszek Orlikowski, ławnik ziemski tucholski), 1753, 1755, 1763 (Jerzy Bogusław Orlikowski), 1764 (Jan i Jakub Orlikowscy), 1772 (Franciszek, Józef, Łukasz Orlikowski). Orlikowscy z przydomkiem Raduń, noszący wedle Żernickiego w herbie rzekę, notowani są, jak podaje autor, od 1750 roku. Rodzina oprócz działu w gniazdowej wsi posiadała od XVIII części w innych wioskach: Lutom, Zapędowo, Czarnoszyce, Czarnowo, Małe Chełmy, Piechowice, Wysoka Zaborska.